# دولی آلووالیا
دولی آلووالیا (انگلیسی: Dolly Ahluwalia) طراح لباس و هنرپیشه اهل هند است.
از فیلم‌ها یا برنامه‌های تلویزیونی که وی در آن نقش داشته‌است می‌توان به آب، سینگ صاحب بزرگ، دختر چترفروش، متشکرم که آمدید، به بازی ادامه بده و بل باتم اشاره کرد.

## جوایز
| جایزه                                     | بخش                       | فیلم                  |
| ----------------------------------------- | ------------------------- | --------------------- |
| ۴۳امین جایزه ملی فیلم                     | بهترین طراحی لباس         | ملکه راهزنان          |
| Sangeet Natak Akademi Award               | بهترین طراحی لباس         |                       |
| ۶۰امین جایزه ملی فیلم                     | بهترین بازیگر نقش مکمل زن | ویکی اهداکننده (۲۰۱۲) |
| ۵۵امین جایزه فیلم‌فیر ۵۹امین جایزه فیلم‌فیر | بهترین طراحی لباس         | Omkara بدو میلکها بدو |
| ۶۰امین جایزه فیلم‌فیر                      | بهترین طراحی لباس         | حیدر                  |
| ۶۲امین جایزه ملی فیلم                     | بهترین طراحی لباس         | حیدر                  |